# Lučka Kajfež Bogataj
Lučka Kajfež Bogataj (ur. 28 czerwca 1957 w Jesenicach) – słoweńska klimatolożka, specjalizująca się w meteorologii rolniczej, biometeorologii i zmianach klimatu.
Jej badania koncentrują się na zmianach klimatu i ich wpływie na produkcję roślinną w Słowenii, a także na możliwościach łagodzenia i adaptacji w różnych obszarach gospodarki.
Jako członkini Międzyrządowego Zespołu ds. Zmian Klimatu (IPCC) i wiceprzewodnicząca grupy roboczej przygotowującej Czwarty raport IPCC, uznawana jest za współlaureatkę Pokojowej Nagrody Nobla (przyznanej wówczas wspólnie Alowi Gore oraz IPCC).

## Życiorys
W 1980 r. ukończyła studia na Wydziale Nauki i Technologii w Lublanie (nieistniejący dziś wydział Uniwersytetu Lublańskiego), następnie po uzyskaniu doktoratu na Wydziale Biotechnologii tegoż uniwersytetu, podejmowała dalsze studia (post doc) w Stanach Zjednoczonych i w Szwecji. Obecnie pracuje jako profesor na Uniwersytecie Lublańskim.
Jest członkinią Międzyrządowego Zespołu ds. Zmian Klimatu (IPCC). Była wiceprzewodniczącą Drugiej Grupy Roboczej przygotowującej Czwarty raport IPCC pt. Zmiany klimatu 2007: skutki, adaptacja i zagrożenie, który został ogłoszony 6 kwietnia 2007 w Brukseli. Jako że IPCC w 2007 otrzymał Pokojową Nagrodę Nobla, Bogataj uznawana jest za współlaureatkę tejże nagrody.
Była członkinią komitetu sterującego Global Climate Observing System (GCOS) przy Światowej Organizacji Meteorologicznej (WMO), działając jako łączniczka między WMO i IPCC. W 2012 dołączyła do komitetu sterującego Globalnego Partnerstwa dla Wody (Global Water Partnership).

## Nagrody
- Pokojowa Nagroda Nobla w 2007 dla IPCC
- W 2008 r. otrzymała z rąk prezydenta Słowenii Danilo Türka Order Zasługi za przełomową pracę naukową w dziedzinie badań nad zmianami klimatycznymi i zaangażowanie w ochronę środowiska”[5].

- Również w 2008 odebrała medal za zasługi (Medalla al Mérito) od Uniwersytetu w Veracruz w Meksyku[6].
- w 2011 honorowy doktorat przyznał jej Univerza na Primorskem[7][2]
- W 2012 wyróżniona została przez Europejski Instytut ds. Równości Kobiet i Mężczyzn poprzez umieszczenie w kalendarzu „Women Inspiring Europe”[8].
- W 2016 otrzymała nagrodę „Častni naslov Komunikator-ica znanosti”, przyznaną przez Słoweńską Fundację Nauki (Slovenska znanstvena fundacija)[9].